# Turek (kulle i Tjeckien)
Turek är en kulle i Tjeckien.   Den ligger i regionen Hradec Králové, i den centrala delen av landet, 110 km öster om huvudstaden Prag. Toppen på Turek är 309 meter över havet.
Terrängen runt Turek är huvudsakligen platt, men österut är den kuperad. Runt Turek är det ganska tätbefolkat, med 116 invånare per kvadratkilometer. Närmaste större samhälle är Hradec Králové, 11,5 km väster om Turek. I omgivningarna runt Turek växer i huvudsak blandskog.